# Poédogo (Koubri)
Pour les articles homonymes, voir Poédogo.
Poédogo est une localité située dans le département de Koubri de la province du Kadiogo dans la région Centre au Burkina Faso. En 2006, cette localité comptait 393 habitants dont 50,9 % de femmes.